# Ярвис, Пирет
Пи́рет Я́рвис (эст. Piret Järvis, 6 февраля 1984, Таллин, Эстонская ССР, СССР) — вокалистка, гитаристка и автор песен эстонской группы «Vanilla Ninja».

## Биография
Родители Мэри и Энно Яарвис. Она имеет 3-летнюю сестру Мари и 3-летнего младшего брат Пеэтера. 13 лет пела в хоре и 5 лет училась по классу «фортепиано», также владеет игрой на гитаре.
После окончания Таллинской 21-й средней школы Пирет получила стипендию для продолжения учебы в Международном университете Audentes по специальности «Средства массовой информации и связи с общественностью».
В группе «Vanilla Ninja» поначалу не играла значительной роли, однако с уходом основной солистки Маарьи Киви стала более заметна на общем фоне и часто выступает от имени группы перед СМИ.

## Деятельность вне группы и известность в Эстонии
Имеет опыт телеведущей — она появляется в ведущих и соуправляющим нескольких ТВ-шоу на эстонском телеканале «ТV3» , а также виджеем MTV Эстония. Вместе с диджеем Алари Кивисааром вела телевизионную передачу «Безумный мир», позднее стала ведущей программы «SuveFizz». В настоящее время также является главной ведущей канала «MTV Эстония».
В 2005 году была признана самой сексуальной женщиной Эстонии года среди читателей издающегося в Эстонии журнала «Kroonika».
В 2008 году Пирет Ярвис, вместе с Кару и эстонскими музыкантами Сандрой Лойте и Пулом Оя создала новую группу под названием «DISKO4000». Первая песня группы участвовала в эстонском концерте «Estonian Song Contest» и называлась «Ei usu» («Не верю»).
В настоящее время Пирет Ярвис работает в Министерстве экономики и коммуникаций Эстонии в качестве советника по связям с общественностью.
В 2011 и 2012 годах Пирет была ведущей церемонии Ежегодной премии эстонской поп-музыки.

## Хобби и увлечения
В свободное время любит исполнять песни групп «Incubus», «Kings Of Leon», «Vanilla Ninja», «Nirvana» и «Tool».